# دنتینگ
دنتینگ (به فرانسوی: Denting) یک کمون در فرانسه است که در Canton of Boulay-Moselle واقع شده‌است.

## خصوصیات
دنتینگ ۹٫۶۷ کیلومترمربع مساحت و ۲۰۷ نفر جمعیت دارد و ۱۲۱ متر بالاتر از سطح دریا واقع شده‌است.